# Мечеть Мекка
Мечеть Мекка — одна з найстаріших і найбільших мечетей, розташована в Хайдарабаді, Індія. Містить священні реліквії, одна з яких є волоссям пророка Мухаммеда. Цегла, яка є частиною центральної арки, принесена зі святого міста Мекки — звідси і назва мечеті. Мечеть прикрашена бельгійськими кришталевими люстрами.

## Історія
Збудована під час панування Султана Мухаммеда Кутб Шаха, 6-го Султана Хайдарабада. Робота почалася в 1617 і була нарешті закінчена в 1694 імператором Моголов, Аурангзебом. На будівництво знадобилося приблизно 8000 мулярів і 77 років.

## Легенда
Легенда свідчить, що султан зібрав усіх знатних чоловіків і оголосив, що перший камінь покладе той, хто не пропускав жодної молитви, але таких не знайшлося, тоді султан сам узяв у руки камінь і поклав, оскільки він сам не пропускав жодної молитви від 12 років.

## Відновлення
Входить до списку пам'яток Світової спадщини, але нестача обслуговування, зростання забруднень поступово руйнує структуру мечеті.
У 1995 була спроба хімічного миття, щоб запобігти подальшому пошкодженню цієї красивої структури, а адміністрація навіть пішла назустріч обмеженню з 2001 транспортного руху біля мечеті.

## Інцидент
Стала метою терористів 18 травня 2007: під час п'ятничної молитви було підірвано бомбу, внаслідок чого загинуло 16 людей і понад 56 людей поранено.